# Cyphia aspergilloides
Cyphia aspergilloides är en klockväxtart som beskrevs av Franz Elfried Wimmer. Cyphia aspergilloides ingår i släktet Cyphia, och familjen klockväxter. Inga underarter finns listade i Catalogue of Life.